# یوهان آدام راینکن

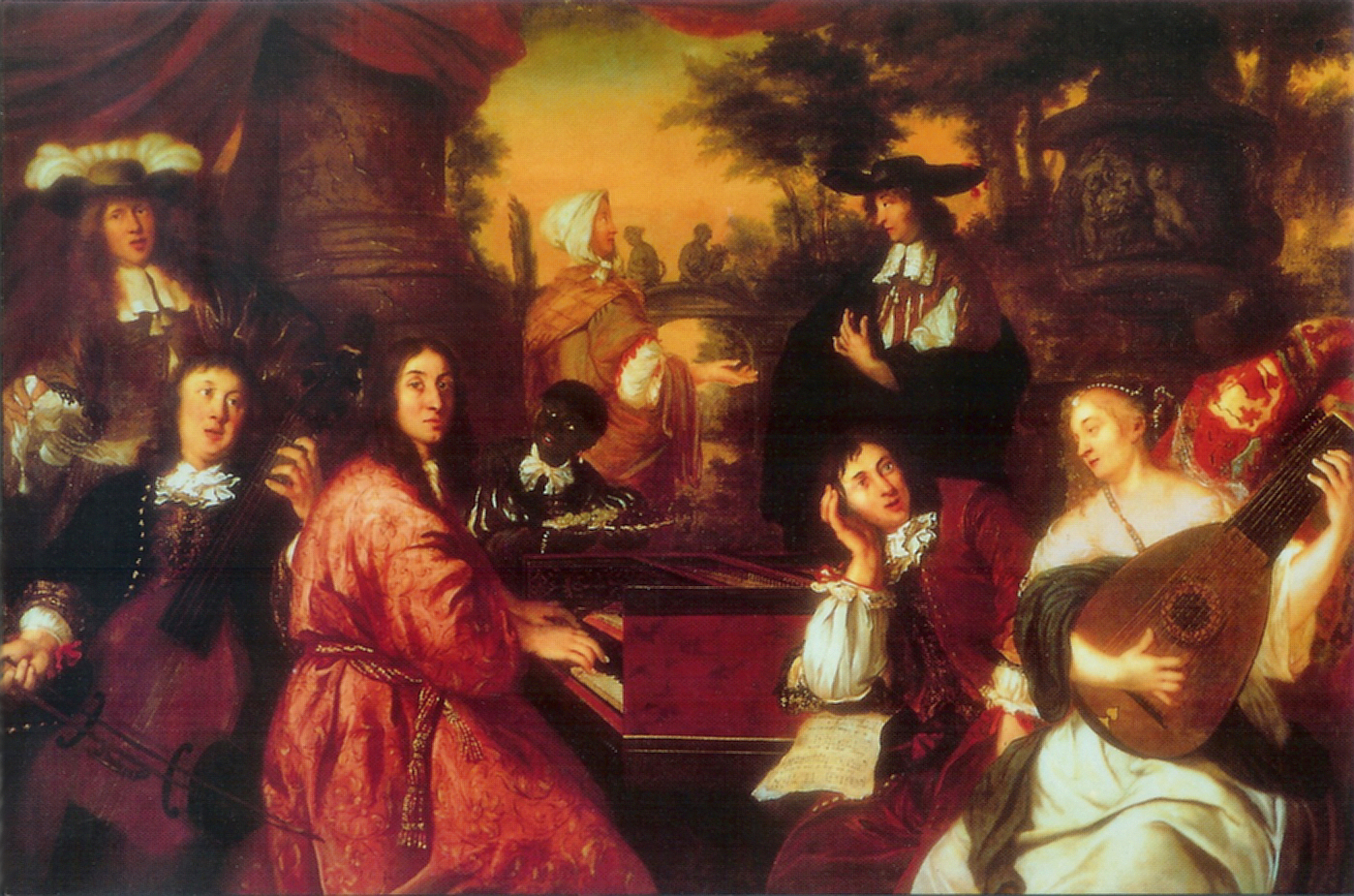

یوهان آدام راینکن (به آلمانی: Johann Adam Reincken) (زادهٔ ۲۷ آوریل ۱۶۲۳ - درگذشتهٔ ۲۴ نوامبر ۱۷۲۲) ارگ‌نواز تأثیرگذار آلمانی که به دلیل سبک فراگیر و دیرپای وی در نوازندگی و تأثیری که بر نوازندگان جوانی چون یوهان سباستیان باخ داشته، مشهور است.
در سال ۱۶۵۴، راینکن برای تحصیل نزد هاینریش شایدمان به «کاترین‌کیرشه» (کلیسای کاترین قدیس) در هامبورگ رفت. زمانی که شیدمان در سال ۱۶۶۳ درگذشت، راینکن در سِمَتِ وی قرار گرفت و تا پایان زندگی ۹۹ساله‌اش در آن سمت باقی ماند. در سال ۱۷۰۵، عده‌ای از بزرگان کلیسا تصمیم گرفتند که یوهان ماته‌سون را به‌عنوان جایگزین راینکن مطرح کنند، اما راینکن از این کار پیشگیری کرد. برخلاف بسیاری از ارگ‌نوازان هم‌دوره‌اش، راینکن به هنگام مرگ ثروتمند بود.
راینکن دیتریش بوکسته‌هود را به‌خوبی می‌شناخت. شاهدی بر این مدعا نقاشی رنگ روغنی است که در سال ۱۶۷۴ توسط یوهان وورهوت خلق شده و نشانگر دو نوازنده در کنار یکدیگر است. راینکن همچنین، به دلیل تأثیر عمیقی که بر یوهان سباستیان باخ جوان داشته‌است، مشهور است. گفته شده که راینکن در اواخر عمر، پس از شنیدن بداهه‌نوازی باخ از آواز لوتری «بر ساحل آبراه بابل»*، گفته‌است: «فکر می‌کردم این هنر مرده‌است، اما می‌بینم که در تو می‌زید.»∗.
بیشترین آثار تصنیفیِ راینکن برای سازهای کلاویه‌ای بر روی تم این آواز بوده‌است؛ بنابراین، اگر این داستان صحت داشته باشد، این موضوع را مشخص می‌کند که باخ به مهارت هنرمندانهٔ راینکن احترام می‌گذاشته‌است.